# Henryka Beyer

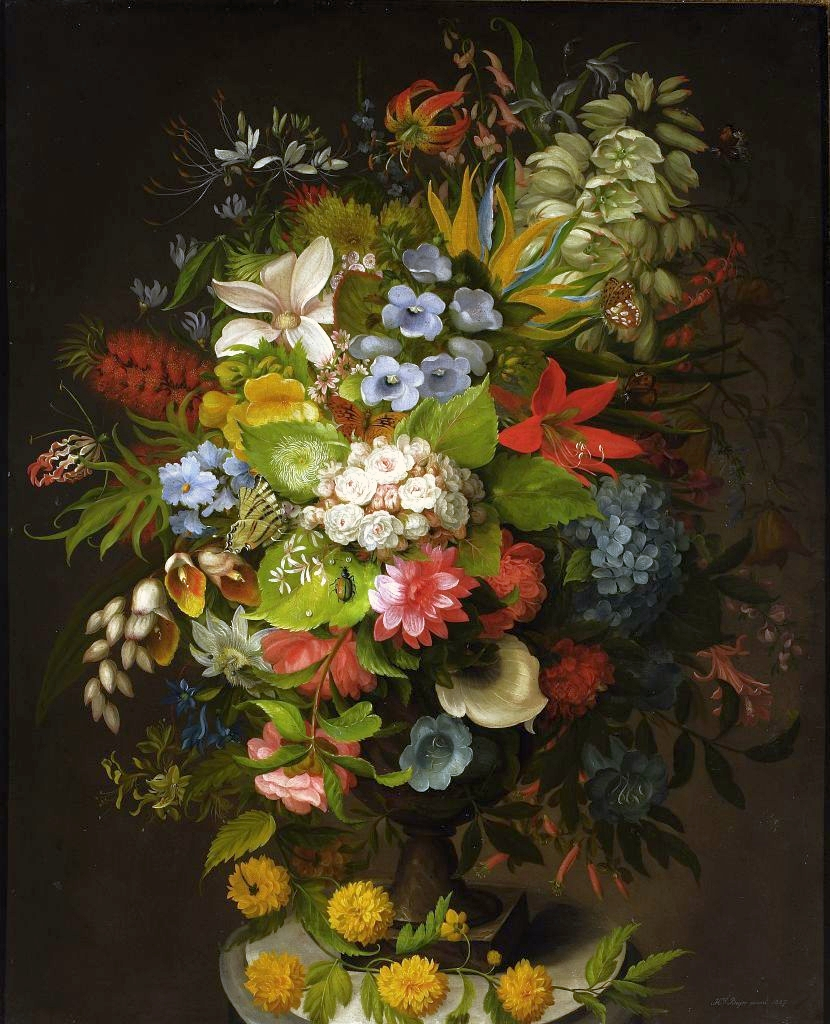
Bukiet kwiatów w wazonie (Blumenstrauß in Vase), Öl auf Leinwand, 1827, Bestand Nationalmuseum Warschau

Henryka Zofia Maria Beyer (geb. Minter; auch: Henriette Sophie Marie Beyer, * 7. März 1782 in Stettin; † 24. Oktober 1855 in Kolonia Chrzanów bei Warschau) war eine deutsch-polnische Malerin. Sie erreichte mit ihren Porträts und Blumenstillleben eine gewisse Bekanntheit in Polen. Ihre Bedeutung liegt in der Gründung der ersten Malschule Polens für Frauen.

## Leben
Zunächst wurde Henriette Minter in Stettin bei dem Maler Peter Schmidt im Zeichnen ausgebildet. Ab 1805 lebte sie in Berlin bei ihrem Bruder Karl Friedrich (einem Miniaturenmaler und Lithographen), um bei dem Blumenmaler und Direktor der dortigen Königlichen Porzellan-Manufaktur, Gottfried Wilhelm Völcker, zu lernen.
1811 zog sie zu ihrem älteren Bruder Wilhelm Heinrich Minter nach Warschau. Hier lernte sie den aus dem Königreich Preußen eingewanderten Wilhelm Beyer (1778–1819) kennen, der nach der dritten Teilung Polens nach Warschau gekommen war und in der Hauptverwaltung der Lottogesellschaft des Königreichs Polen arbeitete. 1813 heirateten sie. Das Paar hatte drei Söhne; einer war der später bekannte Warschauer Fotograf Karol Beyer. 
Aufgrund des frühen Todes des Ehemanns im Jahr 1819 musste Henriette Beyer als Witwe (wieder) Porträtbilder malen. Dabei wurde sie von ihrem Bruder sowie von Antoni Brodowski unterstützt. Daneben gab sie privaten Zeichenunterricht. Von 1824 bis 1833 leitete sie sehr engagiert die erste Mal- und Zeichenschule für Frauen in Polen. Sie wurde auf dem evangelisch-reformierten Friedhof in Warschau beigesetzt. Der Dichter Stanisław Jachowicz widmete ihr ein Gedicht im Nachruf.
Beyer malte in Öl, Aquarell und selten auch in Gouache. Sie bevorzugte Blumen- und Früchtestillleben; diese Werke entstanden nach dem Vorbild der niederländischen Maler des 17. und 18. Jahrhunderts. Eines ihrer Werke befindet sich im Warschauer Nationalmuseum. Dieses Gemälde (Blumen in Vase) diente als Motiv einer 85-Złoty-Briefmarke von 1989. Ihre Bilder signierte sie mit „Hka Beyer“.